# بولين كيربي
بولين كيربي (بالإنجليزية: Pauline Kirby)‏ هي ممرضة أمريكية، ولدت في 9 يوليو 1905، وتوفيت في 10 نوفمبر 1981.